# Districtul Boutlélis
Boutlélis este un district din provincia Oran, Algeria.